# Jaroslaw der Weise

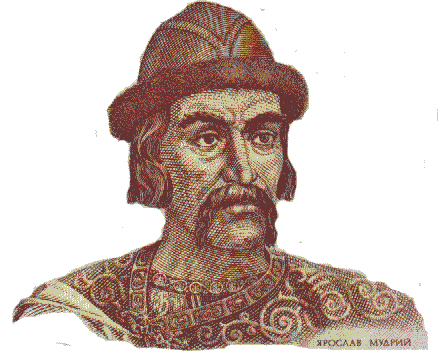
Jaroslaw der Weise

Jaroslaw I. Wladimirowitsch, genannt der Weise (altostslawisch Ꙗрославъ Володимѣровичь Jaroslavŭ Volodiměrovičǐ, altnordisch Jarisleif oder Jarizleifr, russisch Ярослав Владимирович Мудрый, ukrainisch Ярослав Володимирович Мудрий, belarussisch Яраслаў Уладзімеравіч Мудры), aus dem Geschlecht der Rurikiden (* 979/86; † 20. Februar 1054), war Großfürst von Kiew (1019–1054), Sohn Wladimirs I. und Rognedas von Polozk. Er wird in der Russisch-Orthodoxen Kirche als Heiliger verehrt.

## Leben
Die Rurikiden gehörten den Rus an, der vermutlich skandinavischstämmigen Führungsschicht, die sich seit der Mitte des 9. Jahrhunderts unter den Ostslawen niedergelassen und das Reich der Kiewer Rus gegründet hatte. Die Rurikiden waren bis zum Ende des 10. Jahrhunderts weitgehend slawisiert. Jaroslaws Vater Wladimir war 988 der erste Kiewer Großfürst, der das Christentum annahm und damit erheblich zum Aufstieg Kiews zur ostslawischen Hegemoniemacht beitrug.
Zwischen 987 und 1010 war Jaroslaw Fürst von Rostow. Einer Legende nach soll er um 1010 im Kampf eine mächtige Bärin bezwungen und an dieser Stelle die Stadt Jaroslawl gegründet haben.
Jaroslaw hatte von seinem Vater nach dem Tod des älteren Bruders und designierten Thronfolgers Wyscheslaw die Herrschaft über die reiche Handelsstadt Nowgorod zugesprochen bekommen. 1014 weigerte Jaroslaw sich, seinem Vater den Tribut zu zahlen. Zu einem Feldzug Wladimirs gegen seinen Sohn kam es nicht mehr, weil Wladimir am 15. Juli 1015 starb.
Dafür begannen sofort Nachfolgekämpfe zwischen Jaroslaw und seinen Brüdern und Onkeln (siehe auch Boris und Gleb). Zunächst konnte sich Jaroslaws Halbbruder Swjatopolk mit Hilfe seines Schwiegervaters, des polnischen Herzogs Boleslaw I., durchsetzen. Jaroslaw hielt sich aber in Nowgorod. Dort zog er ein Heer skandinavischer Krieger zusammen und schlug Swjatopolk im Spätsommer 1016. Im Sommer 1017 griffen Jaroslaw I. und Kaiser Heinrich II. einer vorherigen Absprache folgend Boleslaw von zwei Seiten her an. Im darauf folgenden Sommer gelang es Boleslaw, Kiew zu erobern. Jaroslaw konnte zwar nach Nowgorod fliehen, seine weiblichen Verwandten und ein großer Goldschatz fielen jedoch in die Hände des polnischen Herzogs. Kurz darauf vertrieb Jaroslaw den erneut als Großfürsten eingesetzten Swjatopolk wieder aus Kiew.
Von 1029 bis 1031 wiederholte sich das Szenario von 1017: Wieder wurde Polen aus dem Westen, nun von Konrad II., und aus dem Osten von Jaroslaw angegriffen. Diesmal gelang es dem Großfürsten, weite Gebiete mit einem wichtigen Burgengürtel (das Rotburgenland) für Kiew zu erobern und kurzzeitig den ihm genehmen ältesten Sohn des 1025 verstorbenen Boleslaw und Bruder des über Polen herrschenden Mieszko II. Lambert, Bezprym, als Herrscher in Polen zu installieren. Nach der Ermordung Bezpryms im Jahre 1032 erlangte Mieszko seine Herrschaft zurück.
Um 1035 herum begann Jaroslaw mit einer weitreichenden Heiratspolitik. Er selbst hatte 1019 Ingegerd, die Tochter Olof Skötkonungs von Schweden, geheiratet. Seine Söhne und Töchter wurden in die Königshäuser Frankreichs (Anna), Norwegens (Elisabeth), Ungarns (Anastasia), Byzanz’ und an deutsche Fürsten verheiratet. Der polnische Thronanwärter Kasimir heiratete eine Schwester Jaroslaws, Maria Dobroniega, mit dessen Hilfe er sich als König von Polen durchsetzen konnte.
1036 errang Jaroslaw I. den entscheidenden Sieg gegen das Reitervolk der Petschenegen. 1043 misslang ein Flottenangriff auf Konstantinopel.
1019 erließ Jaroslaw I. die Rous'skaja Prawda, die erste Gesetzessammlung der Rus. Sie stellt eine Mischung byzantinischer Gesetze und des slawischen Gewohnheitsrechts dar. Darüber hinaus versuchte er mit umfangreichen Nachfolgeregelungen, Erbstreitigkeiten nach seinem Tod zu verhindern, was allerdings nicht gelang. Vielmehr begründete er das Senioratsprinzip, das in den folgenden Jahrhunderten ein Grund dafür war, dass sich die Fürstentümer der Rus kaum als feste Herrschaftsverbände stabilisieren konnten. Auf der Rous'skaja Prawda und der Schaffung des Senioratsprinzips beruht sein Beiname der Weise. Weitere Verdienste errang er durch den Stadtausbau von Kiew und Nowgorod, vor allem mit den Sophienkathedralen der beiden Städte.
Der Sarg liegt noch heute in der Sophienkathedrale von Kiew.

## Ehen und Nachkommen
Jaroslaw war in erster Ehe verheiratet mit einer Frau, deren Name nicht überliefert ist. 1018 wurde sie vom polnischen Herrscher Bolesław Chrobry gemeinsam mit den Schwestern von Jaroslaw gefangen genommen. Weitere Informationen über sie gibt es nicht.
Als Sohn aus dieser Ehe ist bekannt
- Ilja (* vor 1020,† vor 1034), Fürst von Nowgorod (vor 1034)

1019 heiratete er dann die schwedische Prinzessin Ingegerd (* 1001; † 1050), Tochter des schwedischen Königs Olof Skötkonung und dessen Frau Estrid. Sie hatten zusammen fünf Söhne und drei Töchter:
- Wladimir II. Holti (* 1020; † 4. Oktober, 1052), Fürst von Nowgorod (1034–1052)
- Elisabeth von Kiew, ⚭ Harald III., König von Norwegen
- Anastasia von Kiew (* 1023; † ca. 1074), ⚭ Andreas I., König von Ungarn
- Isjaslaw I. (* 1024; † 1078), Großfürst von Kiew, ⚭ Gertrude von Polen, Tochter des polnischen Königs Mieszko II. Lambert
- Swjatoslaw II. (* 1027; † 1076), Großfürst von Kiew
- Wsewolod I. (* 1030; † 13. April 1093), Großfürst von Kiew, ⚭ Irina, Tochter des byzantinischen Kaisers Konstantin IX.
- Anna von Kiew (* um 1024 bis 1035; † um 1075 bis 1089) ⚭ Heinrich I., König von Frankreich
- Wjatscheslaw († 1057), Fürst von Smolensk (1054–1057)
- Igor (* 1034/36,† 1060), Fürst von Wolhynien (1054–1057) und Fürst von Smolensk (1057–1060)

## Nachwirkung
Der ukrainisch-amerikanische Historiker Serhii Plokhy unterstützt die Theorie, dass Vertreter der ukrainischen griechisch-katholischen Kirche, die sich im Herbst 1943 zusammen mit den deutschen Besatzern aus Kiew zurückzogen, aus der Sophienkathedrale nicht nur die Ikone von Nikola dem Weisen mitgenommen haben, sondern auch die Gebeine Jaroslaws; diese könnten sich daher in der ukrainischen Holy Trinity Cathedral in Brooklyn (New York) befinden
Am 3. Februar 2016 wurde Jaroslaw von der Russisch-Orthodoxen Kirche heiliggesprochen.
In Kiew befindet sich ein Denkmal für Jaroslaw den Weisen, in Weliki Nowgorod die Staatliche Jaroslaw-der-Weise-Universität Nowgorod.
2010 verfilmte der russische Regisseur Dmitri Korobkin die Legende um die Gründung der Stadt Jaroslawl unter dem Titel Ritterfürst Jaroslaw (russisch Jaroslav. Tysjaču let nazad ‚Jaroslaw. Vor tausend Jahren‘).